# Volques
Els volques (en llatí: Volcae) van ser una tribu de gals procedents de la Vall del Danubi que després de ser expulsats pels pobles balcànics al segle iii aC va poblar la regió entre el Rosselló i el Roine. Els volques es van dividir en Volques arecomicis i Volques tectòsages.

## Territori
Claudi Ptolemeu diu que els tectòsages ocupaven la part occidental de la Narbonesa amb les ciutats d'Illiberris, Ruscino, Tolosa, Colonia Cessero, Carcaso, Beterra i Narbo Colonia. Propers a ells, en direcció al Roine, vivien els arecomicis (Arecomici o Aricomii), que només tenien la ciutat anomenada Vindomagus i la ciutat de Nemausus Colonia (Nimes), i entre ambdós ocupaven tota la província. Titus Livi diu que en temps d'Hanníbal els volques tenien possessions més enllà del Roine.
El riu Cévennes (antic Cebenna) era la frontera natural entre els volques arecomicis i els gabals i rutens. El límit entre tectòsages i arecomicis no està fixat, ja que Claudi Ptolemeu assigna Narbona als primers, però Estrabó la dona als segons.
Els volques van ser anomenats també belgues (volcae i belgae s'assemblen) però no sembla que fos per una especial afinitat ètnica més enllà de ser dos pobles gals. La tradició diu que una part dels volques es van establir a Germània a la regió anomenada Hercynia Silva i Juli Cèsar afirma que al seu temps encara hi vivien, tenien un caràcter honorable i eren grans guerrers, però només ho sap per tercers. Els tectòsages també van formar part destacada dels gals que van envair Grècia i Àsia Menor i van fundar Galàcia.
Estaven aliats amb Roma ja abans del 106 aC. L'any 52 aC una part van participar en la revolta de Vercingetorix però van caure derrotats ràpidament.